# توگو هیهاچیرو
توگو هیهاچیرو (به ژاپنی: 東郷 平八郎 Tōgō Heihachirō)؛(۲۷ ژانویهٔ ۱۸۴۸ – ۳۰ مهٔ ۱۹۳۴) یک فرد نظامی اهل ژاپن بود.
وی همچنین برندهٔ جوایزی همچون لژیون دونور شده‌است.